# Millerolepis
Millerolepis è un genere estinto di pesci ossei arcaici appartenente agli attinotterigi, nel gruppo degli Haplolepiformes. Il genere è stato descritto sulla base di un unico esemplare fossile proveniente dal Carbonifero della Scozia, ed è rappresentato dalla sola specie Millerolepis eleionomae.

## Etimologia
Il nome del genere è un omaggio a Hugh Miller (1802–1856), geologo e scrittore autodidatta scozzese. Il nome specifico eleionomae si riferisce alle ninfe delle paludi e delle zone umide nella mitologia greca.

## Descrizione
Millerolepis eleionomae è noto esclusivamente da un singolo esemplare fossile (olotipo GLAHM 152372) conservato come parte e controparte.
L'esemplare ha una lunghezza di circa 58 mm. Il tetto cranico è di forma triangolare isoscele, con parietali privi di dermopterotici, che si estendono lateralmente e posteriormente. Non sono presenti lobi posterolaterali, mentre i frontali mostrano un margine anteriore rastremato, margine laterale planare e margine posteriore profondamente inciso.
Le extrascapolari e le posttemporali si incontrano probabilmente sulla linea mediana. La sutura trasversa è leggermente obliqua ma quasi retta. Non sono osservati i solchi della linea laterale anteriori o posteriori, mentre la macula pineale è debolmente marcata e posta vicino al margine anteriore.
La superficie del tetto cranico è ornata da corrugamenti longitudinali marcati e grandi tubercoli di ganoina, particolarmente visibili nella metà anteriore dei frontali. Due o tre corrugamenti longitudinali principali percorrono metà della lunghezza dei frontali senza divergere. La parte posteriore presenta corrugamenti corti e tubercoli irregolari, simili a quelli presenti nelle aree della macula pineale.

## Classificazione
Millerolepis eleionomae venne descritto per la prima volta nel 2015 da Francis Elliot, nell'ambito di uno studio di una nuova fauna di pesci aplolepiformi rinvenuta nelle Coal Measures scozzesi.
Il fossile proviene da uno strato ricco di ostracodi nel livello a carbone di Drumgray (miniera Ardenrigg No. 6), Wester Bracco, North Lanarkshire (Scozia centrale).
Le caratteristiche morfologiche di Millerolepis lo denotano chiaramente come un membro degli aplolepiformi, un gruppo poco diversificato di piccoli pesci attinotterigi tipici del Carbonifero.
Millerolepis presenta caratteristiche in comune con il genere Parahaplolepis (parietali senza dermopterotici), ma ne differisce per l'assenza di lobi posterolaterali e per la disposizione delle ornamentazioni. Alcuni aspetti morfologici lo avvicinano anche a Protohaplolepis, con cui condivide l'estensione delle ornamentazioni fino al margine dell’osso. Differisce inoltre da altri haplolepidi scozzesi come Protohaplolepis e Blairolepis, che presentano parietali e dermopterotici separati.
La forma del tetto cranico ricorda quella di Haplolepis, ma è più allungata e rastremata anteriormente. La macula pineale, poco marcata, si trova più vicina al margine anteriore rispetto ad altre specie simili.